# Boosting (dopaje)
El "Boosting" es el método donde se induce la hiperreflexia autónoma con la intención de mejorar el rendimiento en atletas paralímpicos. Normalmente es practicado por atletas con una lesión de la médula espinal donde utilizan un estímulo doloroso en la parte inferior de su cuerpo para aumentar su presión arterial. El Comité Paralímpico Internacional (CPI)  prohibió esta práctica en 1994 pero se cree que muchos competidores aún lo utilizan para mejorar su rendimiento aprovechando lo difícil que es detectar su uso.

## Método
Los atletas con lesiones en la columna vertebral pueden tener dificultades con sus funciones autónomas y sus cuerpos pueden ser incapaces de controlar su presión arterial o la frecuencia cardíaca, sus cuerpos no se adaptan a la creciente demanda de actividad física y  esto termina causando fatiga y disminución de la resistencia física. Estos estímulos engañan al cuerpo para que aumente la presión arterial y la frecuencia cardíaca, esto  mayor consumo de oxígeno en el cuerpo del atleta y por ende obtiene mejor rendimiento físico.
Los atletas que realizan boosting antes o durante un evento, frecuentemente toman medidas extremas donde se autolesionan para alcanzar el nivel de rendimiento deseado. Entre estas incluyen:
- Bloquear el catéter para asegurar que la vejiga se llene en exceso.
- Apretar excesivamente las correas de las piernas
- Choques eléctricos o estrés en los pies, las piernas, el escroto o los testículos
- Romper un hueso, normalmente en el dedo del pie.

## Efectividad y riesgos

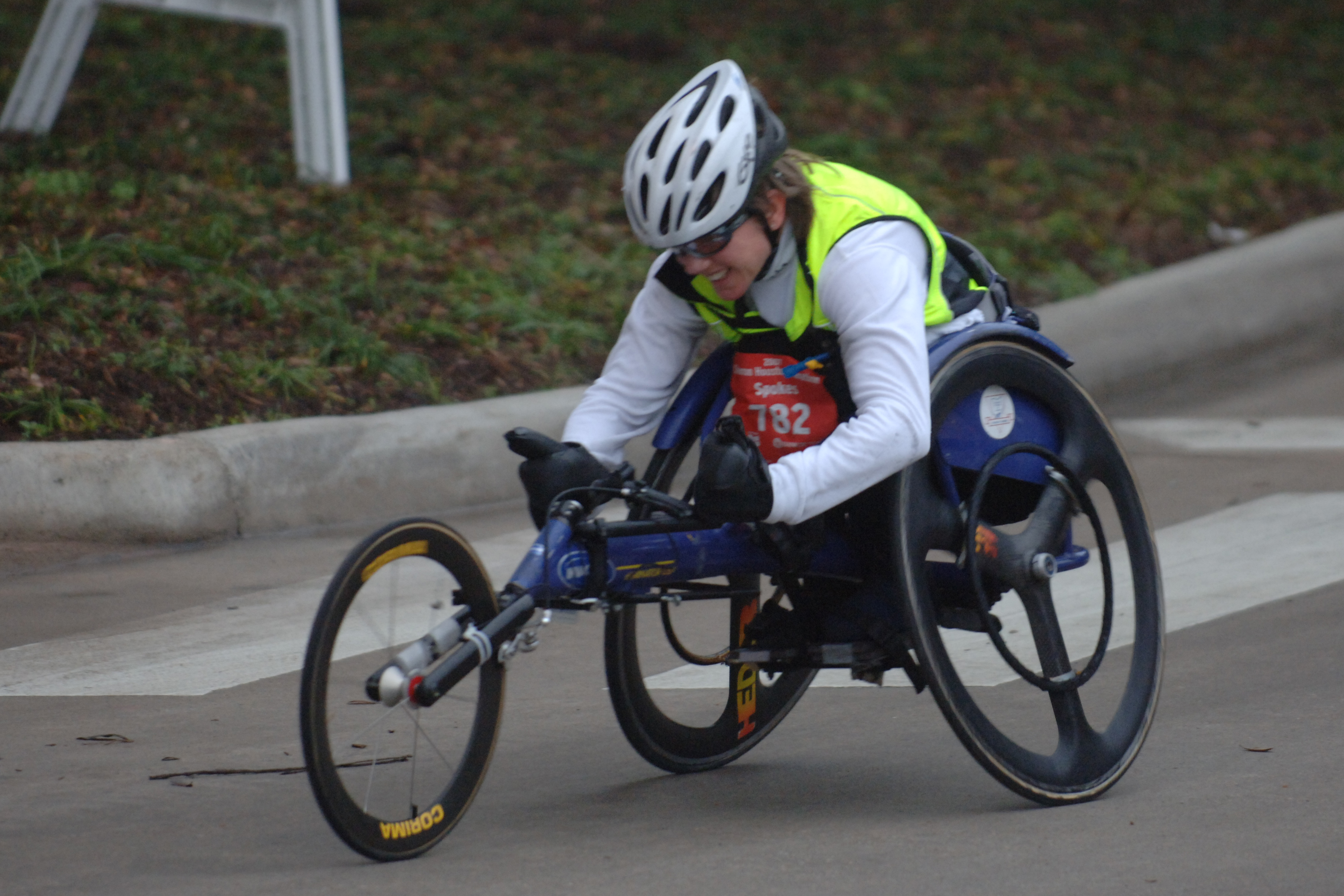
Simulaciones de "Boosting" fueron realizadas en atletas de maratón en silla de ruedas en el año 1994. Se demostró que se puede lograr mejoras significativas en el rendimiento

En las simulaciones se ha demostrado que el boosting mejora notablemente el rendimiento de los atletas que participan en los maratones en silla de ruedas. En el estudio de 1994, los atletas lograron una mejora en promedio de 9.7% luego de haber sobre-dilatado su vejiga y después de sentarse en la silla de carreras durante 1-2 horas antes de competir.

En la práctica del boosting se pueden presentar algunos efectos secundarios como la probabilidad de un ataque cardíaco y un evento cerebrovascular o cardiovascular. Otras complicaciones incluyen:
- Afasia
- Bradicardia
- Hemorragia cerebral
- Epilepsia
- Hipertensión arterial
- Hipertermia
- Anomalías neurológicas
- Problemas visuales

## Comité Paralímpico Internacional (CPI)
El Comité Paralímpico Internacional realizó una encuesta durante los Juegos de 2008 donde participaron 99 jugadores. Los participantes indicaron que habían intentado el boosting en sus entrenamientos o durante una competición, y más de la mitad de ellos eran competidores de rugby en silla de ruedas. El boosting continúa siendo usado por los atletas pero es muy difícil de detectarlo. Durante los Juegos Paralímpicos de Beijing 2008, un total de 20 atletas, 16 corredores en silla de ruedas y cuatro ciclistas de mano fueron sometidos a pruebas para comprobar si estaban bajo los efectos del boosting poco antes de la competición. Ninguno de estos atletas dieron resultados positivos en sus mediciones de presión arterial.

### Regulación
El CPI declaró el boosting como una práctica ilegal en 1994. Su manual lo establece en el Capítulo 4.3:
Un atleta con una presión arterial sistólica de 180mm Hg o superior será reexaminado aproximadamente diez minutos después del primer examen. Si en el segundo examen la presión arterial sistólica permanece por encima de 180mm Hg, la persona encargada del examen deberá informar al Delegado Técnico para que retire al atleta de la competición en cuestión.

## Otras lecturas
- Legg, David (1998). «Autonomic Dysreflexia in Wheelchair Sport: A New Game in the Legal Arena?». Marquette Sports Law Review.

- Datos: Q893110